# Atysilla infans
Atysilla infans är en skalbaggsart som beskrevs av Louis Albert Péringuey 1904. Atysilla infans ingår i släktet Atysilla och familjen Melolonthidae. Inga underarter finns listade.